# Chézelles (Fluss)
Der Chézelles ist ein kleiner Fluss im südlichen Zentrum von Frankreich, der in den Départements Loir-et-Cher und Indre-et-Loire der Region Centre-Val de Loire südöstlich der Stadt Tours verläuft.

## Geografie

### Verlauf
Der Chézelles entspringt unter dem Namen Aigremont im östlichen Gemeindegebiet von Céré-la-Ronde, entwässert anfangs in westlicher Richtung, schwenkt dann nach Norden und mündet nach rund 17 Kilometern im Gemeindegebiet von Saint-Georges-sur-Cher als linker Nebenfluss in den Cher. Im Unterlauf quert der Chézelles die Autobahn A85.

### Orte am Fluss
(Reihenfolge in Fließrichtung)
- Céré-la-Ronde
- Château de Montpoupon, Gemeinde Céré-la-Ronde
- Épeigné-les-Bois
- La Chaise, Gemeinde Saint-Georges-sur-Cher
- Saint-Georges-sur-Cher

## Sehenswürdigkeiten
- Schloss Montpoupon mit Ursprüngen aus dem 14. Jahrhundert am Flussufer in der Gemeinde Coré-la-Ronde – Monument historique[4]

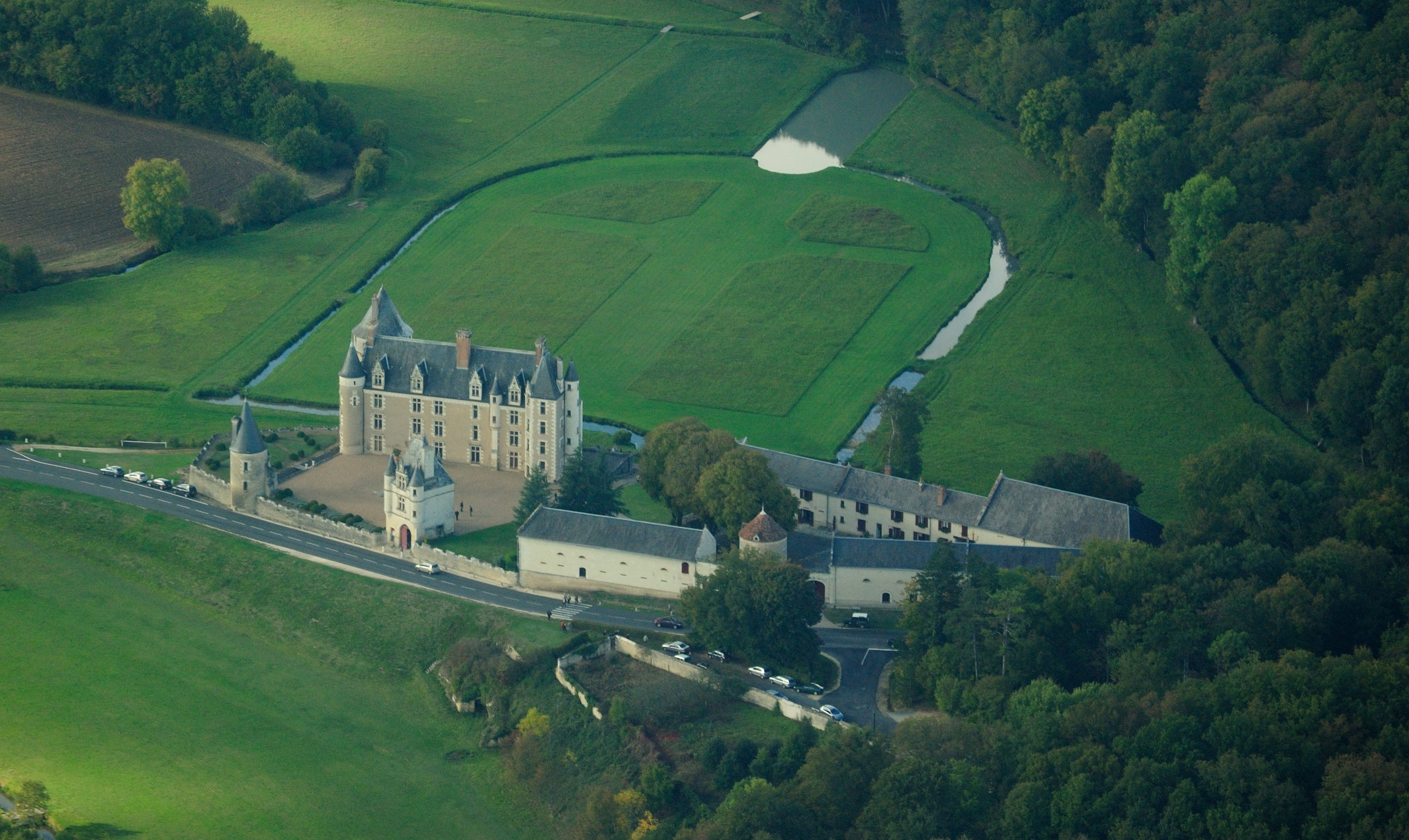
Schloss Montpoupon mit dem Fluss Chézelles im ehemaligen Schlosspark